# Robert Adams (Bildhauer)

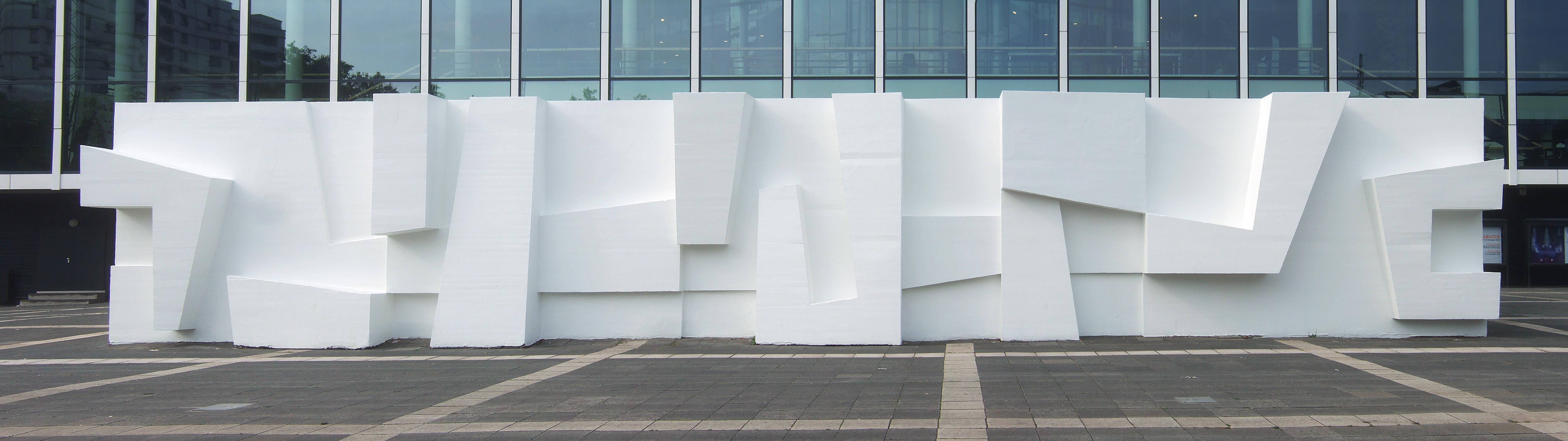
Plastik am Musiktheater im Revier in Gelsenkirchen von Robert Adams

Robert Adams  (* 5. Oktober 1917 in Northampton, Großbritannien; † 5. April 1984 in Great Maplestead, Essex) war ein britischer Bildhauer, Grafiker und Zeichner. Er gehörte zu den bedeutendsten Vertretern der britischen Avantgarde der Bildhauerei nach dem Zweiten Weltkrieg.
Robert Adams studierte von 1937 bis 1946 Kunst an der Northampton School of Art in den Abendklassen. Seinen Lebensunterhalt finanzierte er in dieser Zeit mit zahlreichen Jobs. Im Jahr 1947 hatte er seine erste Einzelausstellung in der Galerie Gimpel Fils in London, in der er in den 1950er Jahren regelmäßig ausstellte. Adams war ein wichtiges Mitglied des Nachkriegs-Künstlerkreises für Abstrakte Kunst in England, zu dem unter anderem auch Victor Pasmore, Kenneth Martin und Mary Martin, Adrian Heath, Roger Hilton, Terry Frost, Anthony Hill und William Scott gehörten.
Adams gewann international Reputation als einer der wichtigsten abstrakten Bildhauer Großbritanniens, der mit Holz, Messing und Stein arbeitete. Von 1949 bis 1961 lehrte er Industrie-Design und Bildhauerei an der Central School of Art and Design in London.
Robert Adams hatte wichtige Einzelausstellungen in den 1950er und 60er Jahren, u. a.: Galerie Jeanne Boucher, Paris 1949, Douglas College, New Jersey 1955, Bertha Schaefer Gallery, New York City 1963.
Seine erste Retrospektive fand 1963 in der Ferens Art Gallery, Hull und in der Hatton Gallery, Newcastle statt. Adams nahm an zahlreichen wichtigen internationalen Ausstellungen teil, u. a. an der „Ersten internationalen Ausstellung für Bildhauerei“, Musée Rodin, Paris, 1955, „Ten Young British Sculptors“ – Biennale von São Paulo, Brasilien, 1955, an der Biennale von Venedig 1962 und an der documenta III in Kassel 1964 (posthum auch an der Documenta X 1997).
Die bisher wichtigste Retrospektive seiner Arbeiten nach seinem Tod („Robert Adams: A Retrospective“) fand 2003 bei Gimpel Fils in London statt.